# DFM S30
DFM S30 — легковой автомобиль китайской компании Dongfeng, предлагающийся на российском рынке с 2014 года. В Китае эта модель называется Dongfeng Fengshen S30. Её выпуск начался в 2009 году, в 2013 года модель была модернизирована.

## Конструкция
Автомобиль Dongfeng Fengshen S30 спроектирован на платформе седана Citroen C-Elysee первого поколения для китайского рынка, который в свою очередь создан на основе модели Citroën ZX. Машина имеет оригинальную заднюю торсионную подвеску на продольных рычагах.
Dongfeng Fengshen S30 оснащается лицензионным бензиновым мотором 1.6, или двигателями серии e-Teco собственной разработки объемом 1,5 и 1,6 литра. Коробки передач — механическая пятиступенчатая или автоматическая четырехступенчатая Aisin Step-Gate.

## Версия для России
Продажи автомобиля в России начались в 2014 году под именем DFM S30. Автомобиль предлагается только с одним двигателем объемом 1,6 литра и мощностью 117 л. с., работающим в паре с механической или автоматической коробкой передач. Цена автомобиля в базовой комплектации составляет 469000 рублей. В начале 2017 года продажи модели в России были прекращены.